# Alvin Dukes
Alvin „Bo“ Dukes (* 4. August 1961 in Inkster, Michigan) ist ein ehemaliger US-amerikanischer Basketballspieler. Der 1,68 m große Dukes konnte seine für den Basketballsport nur geringe Größe insbesondere durch seine schnelle und trickreiche Spielweise ausgleichen. In seinem Heimatland genoss Dukes einen Ruf als „Streetball-Legende“ auf den Plätzen von Detroit, während er in Europa als Profi unter anderem die Meisterschaften von Schweden, Österreich und mit Steiner Bayreuth 1989 auch das nationale Double in Deutschland gewann. Nach seinem Karriereende als Sportler wurde er Spielerberater und -vermittler.

## Karriere

### USA
Dukes musste bereits als Schüler gegen Zweifel ankämpfen, er sei für die Sportart Basketball zu klein. Dieselben Bedenken sorgten dafür, dass ihm der Weg an eine große Hochschule verwehrt blieb. Er ging 1979 zum Studium von Michigan an die Xavier University nach New Orleans in Louisiana, deren Hochschulteams „Gold Rush“ in der NAIA organisiert sind. Nach dem Studienende 1983 wurde Dukes Profi in Schweden, wo er für den Hageby BK in Norrköping spielte. Nach zwei Jahren kehrte er zurück und spielte in der Continental Basketball Association für die Detroit Spirits. Er kam im Dress der Mannschaft aus Michigan in der Saison 1985/86 auf Mittelwerte von 9,9 Punkten und 5,0 Korbvorlagen pro Spiel. In der Sommerpause 1986 schaffte es Dukes in der Saisonvorbereitung in den erweiterten Kader des NBA-Klubs New York Knicks, wurde aber vor Saisonbeginn wieder entlassen. Anschließend spielte er wieder bei den Spirits, die mittlerweile nach Savannah (Georgia) umgezogen waren. Dort steigerte er seine statistischen Werte im Vergleich zur Vorsaison deutlich, erzielte 15,9 Punkte pro Partie und bereitete 9,7 Korberfolge seiner Mitspieler vor. 3,3 Ballgewinne je Begegnung gelangen ihm ebenfalls.

### Europa
1987 setzte er dann seine Karriere endgültig in Europa fort. Obwohl es Dukes nie zu einem NBA-Spiel brachte, hat er sich auch bei renommierten Sportkommentatoren wie Scoop Jackson von ESPN mit seiner trickreichen Spielweise bleibende Erinnerung verschafft.
Zwischen 1983 und 1985 hatte Dukes bereits zwei Spielzeiten für Hageby Basket im schwedischen Norrköping absolviert. Nachdem die Möglichkeit gescheitert war, in der am höchsten dotierten Profiliga NBA einen Vertrag zu bekommen, kehrte Dukes zur Spielzeit 1987/88 nach Schweden zurück und spielte für die Kings aus Södertälje, mit denen er die Meisterschaften 1988 gewann. Der US-amerikanische Trainer von Steiner Bayreuth, Lester Habegger, holte Dukes daraufhin in die deutsche Basketball-Bundesliga, wo Dukes sich mit seiner Spielweise auf Anhieb in die Herzen der Zuschauer spielte. Später bezeichnete Dukes seine Zeit in Bayreuth als die schönste seiner Laufbahn. Zudem kamen in der ersten Spielzeit 1988/89 auch geschichtsträchtige Erfolge für den Klub hinzu, als man nach zwei Auftaktniederlagen in der Finalserie gegen TSV Bayer Leverkusen durch drei aufeinanderfolgende Siege doch noch die erste Deutsche Meisterschaft für den Verein gewann. Da man den Pokalsieger-Titel erfolgreich verteidigte, hatte man zudem das Double gewonnen. Allerdings war im DBB-Pokal damals nur der Einsatz eines Ausländers zugelassen. Bayreuths Trainer Habegger gab Calvin Oldham im Endspiel gegen Leverkusen den Vorzug vor Dukes. In der folgenden Spielzeit drehte Bayer Leverkusen den Spieß um und besiegte die Bayreuther im Pokalhalbfinale und in der Meisterschaft in der Endspielserie. Der Bayreuther Verein baute die Mannschaft zur folgenden Saison 1990/91 um, auch Dukes verließ zunächst den Verein. Nach einem Fehlstart wurde Dukes jedoch während der Spielzeit zurückgeholt, in der Play-off-Halbfinalserie verlor man aber erneut gegen Meister Leverkusen.
Zur Spielzeit 1991/92 ging Dukes nach Österreich in die dortige A-Liga. Mit den Basket Flyers aus Wien wurde Dukes 1992 österreichischer Meister und 1993 Vizemeister. 1995 kehrte er in die deutsche Bundesliga zurück und spielte beim SSV ratiopharm aus Ulm, bei dem auch sein ehemaliger Bayreuther Mitspieler Uwe Sauer im Kader stand. Mit den Ulmern gewann er 1996 erneut den Pokal, jedoch war im Play-off-Viertelfinale der BBL 1995/96 Endstation im Kampf um die Meisterschaft. Anschließend wechselte Dukes zum Ligakonkurrenten und Lokalrivalen der Ulmer nach Oberelchingen. Während die „Elche“ eine erfolgreiche Saison spielten, verließ Dukes zum Jahreswechsel 1996/1997 den Verein und beendete mit 35 Jahren seine Spielerkarriere. Im Buch „50 Jahre Basketball-Bundesliga“ wurde Dukes als „der erste große Star der Bundesliga, über die Grenzen der Sportart hinaus“ bezeichnet. Insgesamt verbuchte er während seiner Zeit in Deutschland 2180 Bundesliga-Punkte. 1998 wurde er in die Basketball-Ruhmeshalle des US-Bundesstaates Louisiana aufgenommen.
Nach dem Ende seiner Karriere wurde Dukes als Spielerberater und -vermittler tätig.